# Чагрів
Чагрі́в — село Букачівської селищної громади Івано-Франківського району Івано-Франківської області.

## Географія
Через село тече річка Охаба, ліва притока Свіржу.

## Історія
Існувало як мінімум, від кінця ХІІ ст., оскільки у літописах є відомості про половецький рід Чаргів (Чагровичів), з якого походила дружина Ярослава Осьмомисла, Настаська, спалена боярами.
Перша згадка про село у грамоті 29 червня 1394 р.
Згадується у книгах галицького суду 24 листопада 1435 року
У 1939 році в селі проживало 1700 мешканців (1525 українців, 25 поляків, 110 латинників і 40 євреїв).

## Відомі люди

### Народилися
- Іван Раковський (* 1874 — † 1949) — антрополог і зоолог, педагог, громадський діяч
- Огоновський Петро Михайлович — український галицький педагогічний і просвітянський діяч, брат Іларія
- Огоновський Іларій Михайлович — український філолог, перекладач.

### Дідичі
Були, зокрема, польські шляхтичі Чагровскі (пол. Czahrowski) гербу Корчак, між іншими:
- Щенсни — лицар, брав участь у битвах під Сокалем, Обертином, прожив у здоров'ї 118 років, помер близько 1570 року
- Пйотр — син Шенсного, під час поділу спадку батька вбив молодшого брата Єжи (2-га половина 1572 року), загинув від руки 3-го брата Валентія
- Адам — вояк, поет, підписувався Адам з Чагрова, помер на межі XVI–XVII ст.[4]